# Zhuhai St. Regis Hotel & Office Tower
La Zhuhai St. Regis Hotel & Office Tower est un gratte-ciel de 308,5 mètres construit en 2017 à Zhuhai en Chine. 
C'est le plus haut gratte-ciel de Zhuhai.